# Synthesis Media
Synthesis Media – polskie studio zajmujące się m.in. postprodukcją telewizyjną, filmową, nagrywaniem reklam, udźwiękowieniem itd. Siedziba firmy znajduje się w Warszawie przy ul. Krupińskiego 75. Dyrektorem zarządzającym jest Ewa Jankowicz,
a Prezesem zarządu i dyrektorem kreatywnym Piotr Żebrecki. Synthesis Media Group stacjonuje obecnie w kilku krajach Europy Środkowo-Wschodniej i innych. Firma dzieli się na trzy filie: Synthesis Media Production, Synthesis Media Language Versioning i Synthesis Media IPTV & VOD Services.